# Marc Corneli Ceteg (cònsol 160 aC)
Marc Corneli Ceteg (llatí: Marcus Cornelius C. f. C. n. Cethegus) va ser un magistrat romà.
Va ser comissionat l'any 171 aC per investigar per què el cònsol Gai Cassi Longí havia abandonat la seva província de la Gàl·lia Cisalpina. El 169 aC va ser nomenat triumvir coloniae deducendae, una magistratura extraordinària encarregada d'establir nous colons a Aquileia. L'any 160 aC va ser elegit cònsol amb Luci Anici Gal, i va drenar una part de les maresmes Pontines.